# Cryptocarya megaphylla
Cryptocarya megaphylla är en lagerväxtart som beskrevs av André Joseph Guillaume Henri Kostermans. Cryptocarya megaphylla ingår i släktet Cryptocarya och familjen lagerväxter. Inga underarter finns listade i Catalogue of Life.